# Sophie de Grèce (1938)
Pour les articles homonymes, voir Sophie de Grèce.
Ne doit pas être confondue avec sa petite-fille, l'infante Sofía de Borbón y Ortiz.
Titre
Reine consort d'Espagne
22 novembre 1975 – 18 juin 2014
(38 ans, 6 mois et 27 jours)
Signature
Sophie de Grèce (en grec moderne : Σοφία της Ελλάδας / Sophía tis Elládas ; en espagnol : Sofía de Grecia), princesse de Grèce et de Danemark puis, par son mariage, reine d'Espagne, est née le 2 novembre 1938 au palais de Psychikó, en Grèce. Fille du roi Paul Ier de Grèce et de la princesse Frederika de Hanovre, elle est l'épouse du roi émérite Juan Carlos Ier et la mère de l'actuel roi d'Espagne Felipe VI.

## Famille
Sophie de Grèce est la fille aînée du roi Paul Ier de Grèce (1901-1964) et de son épouse Frederika de Hanovre (1917-1981), princesse de Hanovre et de Brunswick. Par son père, elle est donc la petite-fille du roi Constantin Ier de Grèce (1868-1923) et de la princesse Sophie de Prusse (1870-1932) tandis que, par sa mère, elle descend du duc souverain Ernest-Auguste de Brunswick (1887-1953) et de la princesse Victoria-Louise de Prusse (1892-1980). Elle est également la sœur aînée du roi Constantin II de Grèce (1940-2023) et de la princesse Irène de Grèce (1942).
Le 14 mai 1962, Sophie épouse, à Athènes, l'infant Juan Carlos d'Espagne (1938), fils de l'infant Juan d'Espagne (1913-1993) et de la princesse María de las Mercedes des Deux-Siciles (1910-2000).
Sophie de Grèce et son époux ont donc la particularité généalogique d'être tous deux des descendants de la reine Victoria du Royaume-Uni (1819-1901), surnommée « la grand-mère de l'Europe ». Sophie présente en outre le premier cas de double hérédité par rapport à Victoria : elle est son arrière-arrière-petite-fille par son père et son arrière-arrière-arrière-petite-fille par sa mère. Arrière-petite-fille du dernier empereur allemand Guillaume II (1859-1941), elle descend tant en ligne paternelle qu'en ligne maternelle de l'empereur Frédéric III et de la princesse royale Victoria du Royaume-Uni.
Du mariage de Sophie et Juan Carlos naissent trois enfants :
- Elena (1963), mariée en 1995 à Jaime de Marichalar (divorce en 2010), d'où deux enfants : Felipe et Victoria[3] ;
- Cristina (1965), mariée en 1997 à Iñaki Urdangarin (divorce en 2023), d'où quatre enfants : Juan, Pablo, Miguel et Irene ;
- Felipe VI (1968), titré prince des Asturies en 1977[4] et devenu roi d'Espagne en 2014, marié en 2004 à Letizia Ortiz, d'où deux enfants : Leonor et Sofía, appelée ainsi en hommage à sa grand-mère.

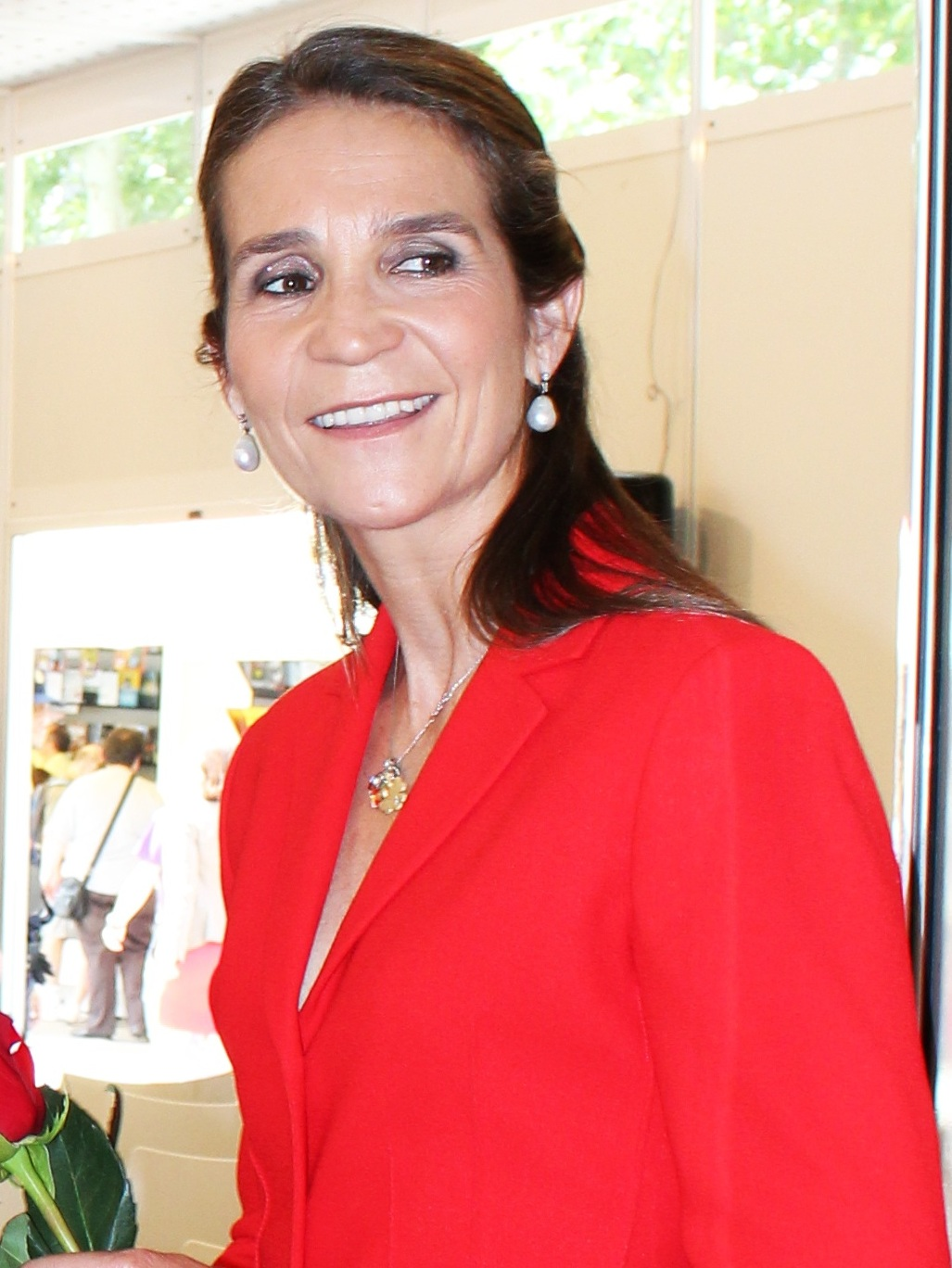
L'infante Elena.
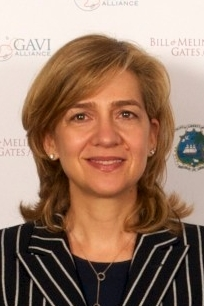
L'infante Cristina.
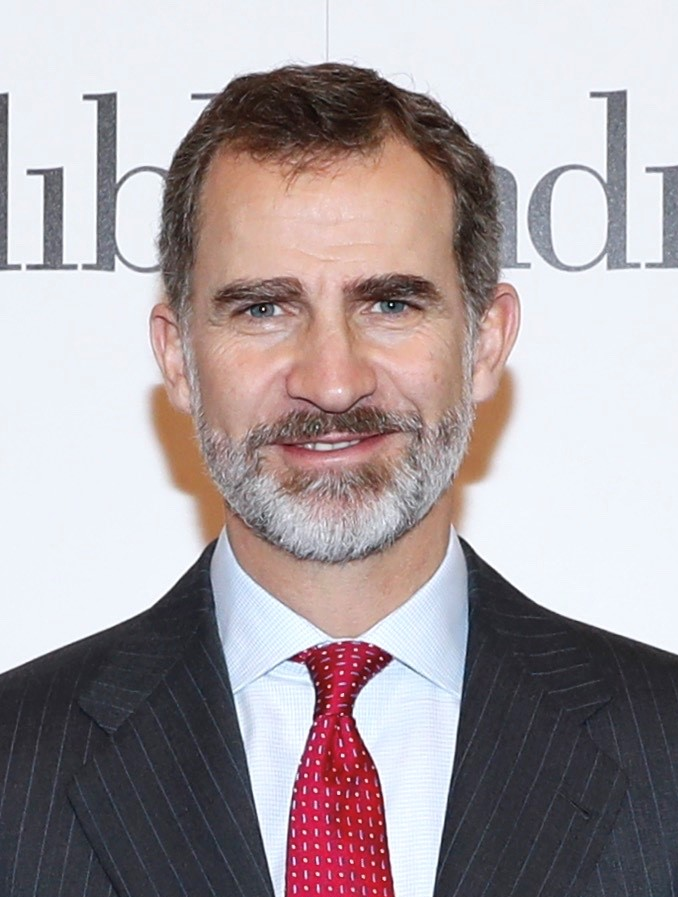
Le roi Felipe VI.

## Biographie

### Premières années
Sophie de Grèce naît le 2 novembre 1938 au palais de Psychikó, près d'Athènes, résidence de ses parents,. Sa naissance, acclamée par la population, donne lieu à une fête nationale et à une amnistie générale. Sa mère désire l'appeler Olga, mais devant les scansions d'un prénom souhaité par les Grecs, il est choisi celui de Sophie, du nom de sa grand-mère paternelle Sophie de Prusse, épouse du roi Constantin Ier, selon la tradition grecque,.

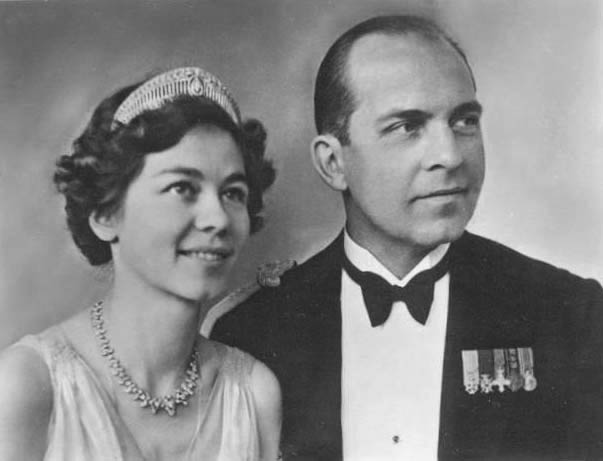
Les parents de Sophie en 1939.

Elle est baptisée le 9 janvier 1939 au palais royal d'Athènes par Chrysanthe Ier, archevêque d'Athènes et de toute la Grèce. À la cérémonie, simple, assiste sa famille la plus proche, dont le roi Georges II, les ducs de Brunswick, les parents de Frederika et les frères et oncles des princes. Les ambassadeurs du Royaume-Uni et d'Italie représentent les deux marraines de Sophie, la princesse Élisabeth (future reine Élisabeth II) et la reine Hélène, qui n'ont pas pu être présentes. Elle reçoit également pour parrains et marraines le roi Georges II, la reine Alexandrine de Danemark et la princesse Irène,. Elle appartient à la maison de Schleswig-Holstein-Sonderburg-Glücksbourg, également appelée maison de Glücksbourg, une branche de la dynastie danoise d'Oldenbourg.
Lors de la Seconde Guerre mondiale, la Grèce est envahie par l'Italie puis par l'Allemagne nazie et la famille royale est contrainte de quitter le pays. Sophie, son frère Constantin (né en 1940) et leur mère Frederika fuient Athènes le 22 avril 1941, quelques jours avant l'entrée des Allemands dans la capitale, et s'installent successivement en Crète, en Égypte et en Afrique du Sud, où vient au monde, en 1942, sa sœur Irène,. Leur père, lui, vit entre l'Angleterre et l'Égypte.

### Éducation et formation

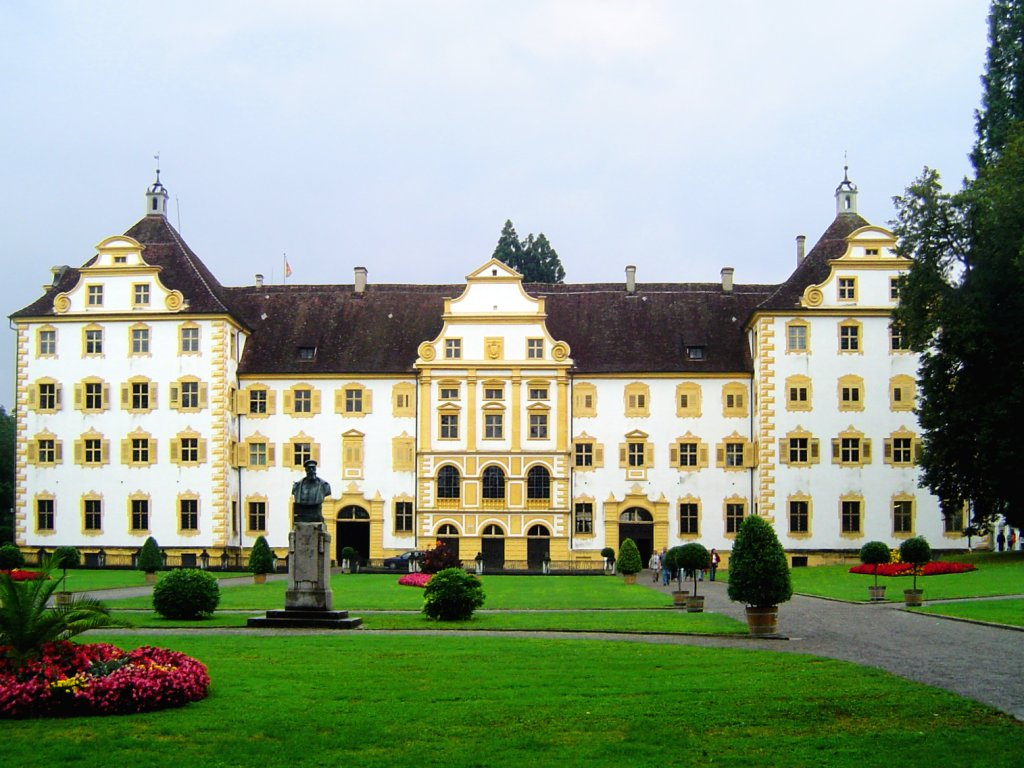
Le château-école de Salem (2005).

En exil à Alexandrie, elle fréquente le collège pour jeunes filles El-Nasr. Le 1er septembre 1946, la Grèce décide par plébiscite de restaurer son oncle, le roi Georges II, sur le trône. Paul (frère du roi Georges II et fils du roi Constantin Ier) et Frederika, parents de Sophie, deviennent alors princes héritiers. Quelques mois plus tard, le 1er avril 1947, le roi Georges II meurt et ses parents montent sur le trône,.
À l'âge de 14 ans, ses parents l'envoient poursuivre sa scolarité en Allemagne, à l'école de Salem, dirigée par le frère de Frederika, le prince Georges-Guillaume de Hanovre. À son retour en Grèce, elle suit des études de puériculture, de musique et d'archéologie,, et effectue un stage dans une maternité d'Athènes. Elle intègre ensuite le Fitzwilliam College de Cambridge.
En tant que fille de roi, elle assiste aux cérémonies officielles, s'investit dans des œuvres caritatives et remplace également ses parents dans une partie de leurs obligations. Elle participe aux Jeux olympiques de Rome en 1960 comme suppléante dans l'équipe nationale grecque de voile,. Passionnée de langues, Sophie parle allemand, anglais, italien, espagnol et grec.

### Mariage avec l'infant Juan Carlos

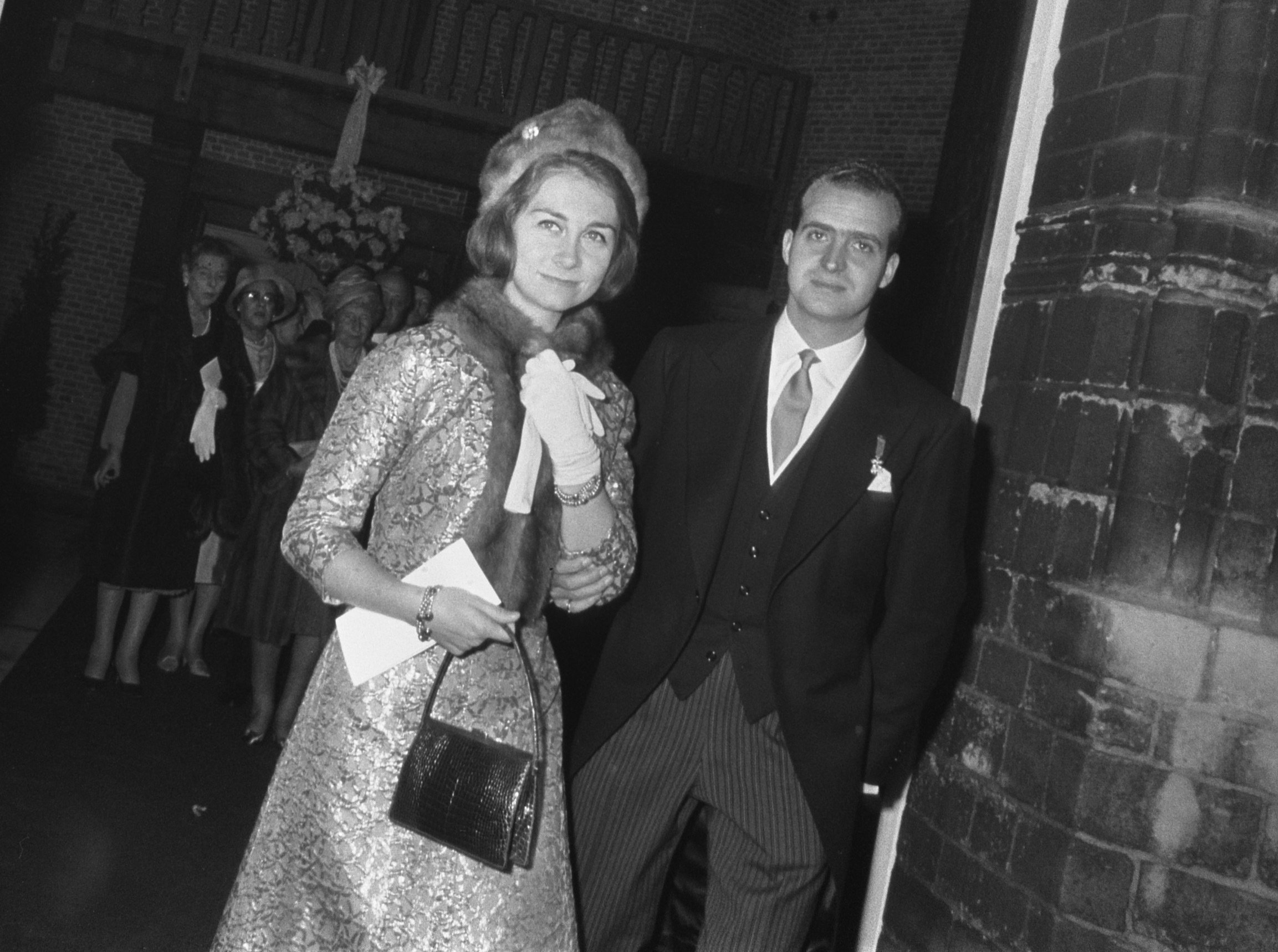
Sophie et Juan Carlos en 1966.

En 1954, elle participe à la croisière des rois organisée par sa mère en Méditerranée, au cours de laquelle elle fait la connaissance de l'infant Juan Carlos d'Espagne,. Âgés de quinze ans, Juan Carlos et Sophie ne semblent cependant guère attirés l'un par l'autre : à l'époque, l'infant n'a d'yeux que pour sa cousine Marie-Gabrielle de Savoie, avec laquelle il flirte ouvertement, et la rumeur veut que Sophie ait plus d'atomes crochus avec le prince héritier Harald de Norvège qu'avec son futur époux.
La relation du jeune couple commence beaucoup plus tardivement, après le mariage du prince Antoine de Bourbon-Siciles et de la duchesse Élisabeth de Wurtemberg en 1958. Elle aboutit aux fiançailles des deux jeunes gens à Lausanne, en Suisse, le 13 septembre 1961.
Le mariage est célébré le 14 mai 1962 à Athènes. Quelque 143 princes et princesses issus de 27 familles souveraines ou anciennement souveraines européennes participent aux quatre cérémonies organisées : l'une catholique dans la cathédrale Saint-Denis, l'autre orthodoxe dans la cathédrale métropolitaine d'Athènes et les deux dernières civiles (espagnole et grecque) dans la salle du trône du palais royal.
Après leur mariage, le couple s'installe au palais de la Zarzuela, près de Madrid, où Sophie tâche de s'adapter aux us et coutumes de l'Espagne. Elle se consacre essentiellement à l'éducation de ses trois enfants : Elena (née en 1963), Cristina (née en 1965) et Felipe (né en 1968). Elle choisit d'inscrire ses filles au collège Santa María del Camino et son fils au collège Santa María de los Rosales à Madrid, et veille personnellement à ce qu'ils ne bénéficient d'aucun traitement de faveur.

### Reine consort d'Espagne

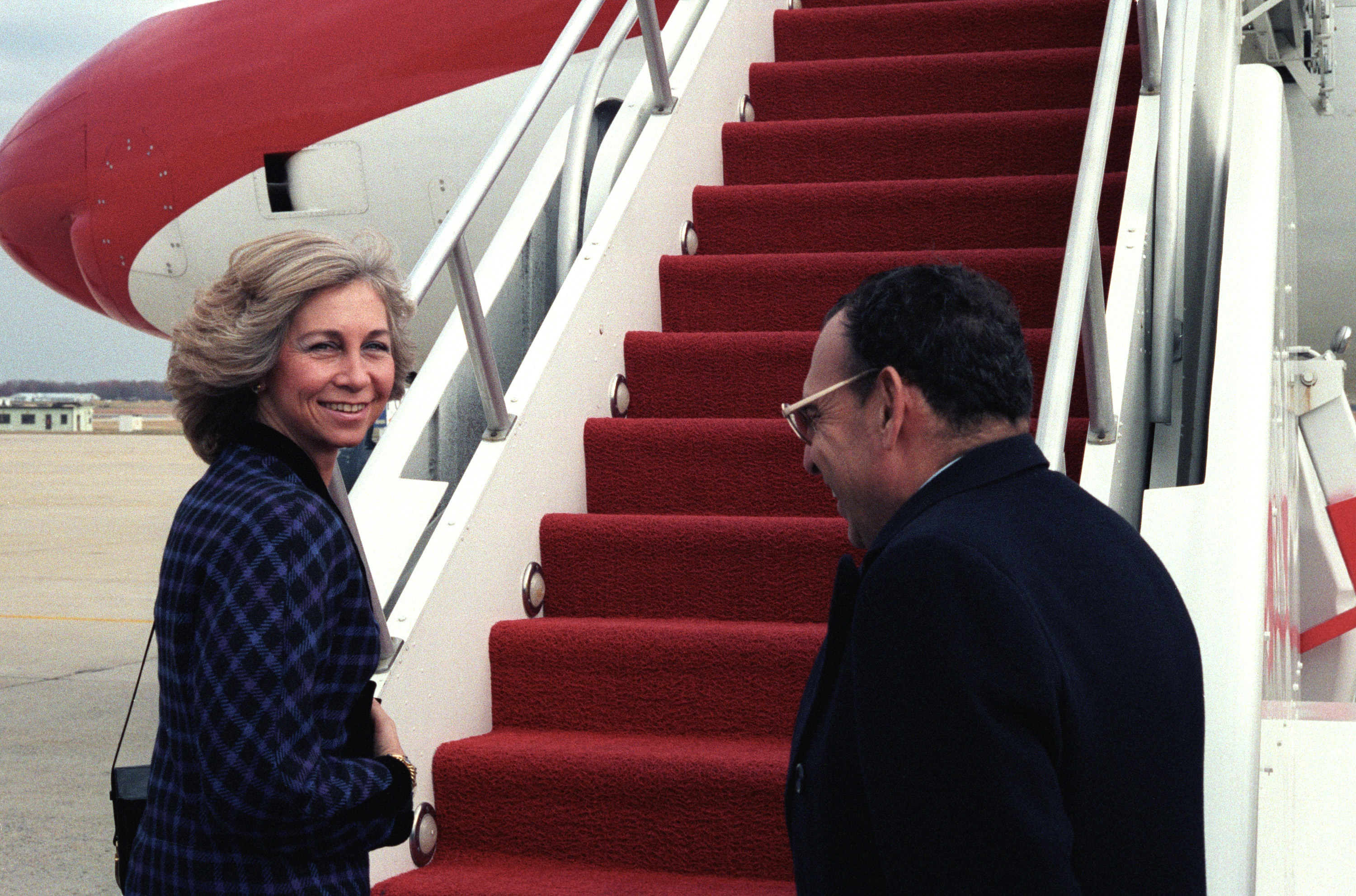
Sophie quittant les États-Unis, à la suite d'un voyage officiel, en 1986.

Juan Carlos devient en 1969 prince d'Espagne, puis en 1975 le roi Juan Carlos Ier, à la suite du décès du général Franco, qui dirigeait le pays depuis 1939. Ils refusent d'habiter le palais d'Orient, désormais utilisé pour des fonctions protocolaires et dont une partie est ouverte aux visiteurs, au profit du plus modeste édifice de la Zarzuela. Rompant avec les traditions monarchiques, ils n'instaurent pas de cour et la reine Sophie n'a pas de dame d'honneur, ce qui la différencie des autres souveraines européennes. Durant les premières années de son règne, Juan Carlos Ier contribue de façon décisive, avec l'aide discrète de son épouse, au retour de la démocratie en Espagne.
Sophie s'investit particulièrement dans le domaine social, ainsi que dans la recherche scientifique et la promotion d'initiatives. Elle préside depuis 1977 la fondation Reine-Sophie (es), au sein de laquelle elle développe des initiatives liées à l'immigration, à l'éducation, à l'action sociale et à l'environnement. Elle est également présidente d'honneur de la Fondation d'aide contre la toxicomanie (es) jusqu'en 2015, date à laquelle elle transmet cette fonction à la reine Letizia. Pour son travail en faveur de l'harmonie, de la coexistence et de la promotion des valeurs démocratiques, la Fondation Professeur Manuel Broseta lui décerne, en 2013, le « prix Convivencia ».
À partir de 1992, la presse espagnole et internationale se fait régulièrement l'écho de difficultés conjugales que traverse le couple royal. Au fil des années, plusieurs liaisons sont ainsi prêtées à Juan Carlos, qui jouit d'une réputation de séducteur : d'abord avec la décoratrice catalane Marta Gayà puis surtout avec la femme d'affaires allemande Corinna Larsen. Restée relativement réservée sur ces scandales, Sophie est à la fin du règne de son mari l'un des membres les plus populaires de la famille royale.

### Liens avec la Grèce

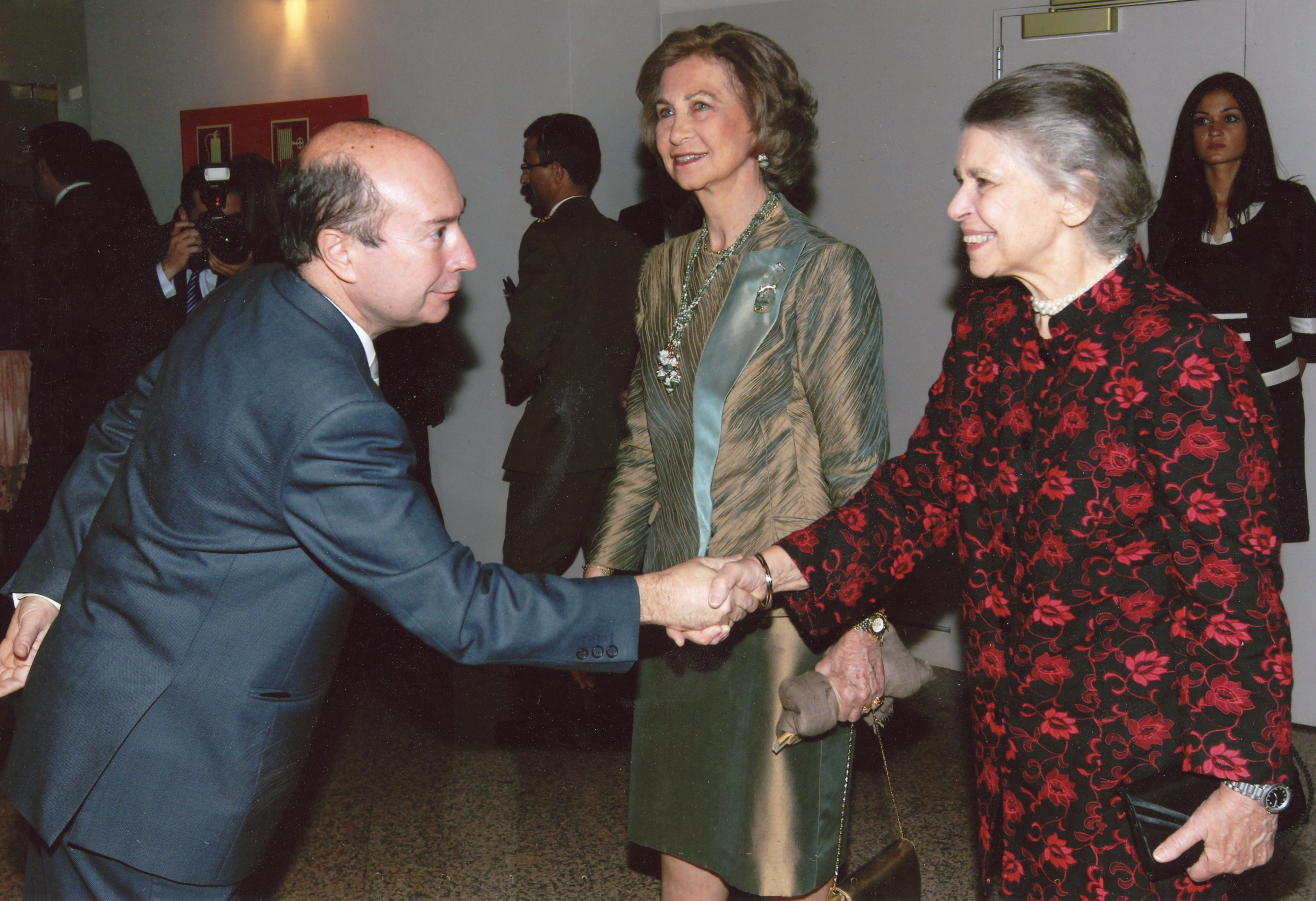
Sophie et sa sœur Irène en 2018.

Sophie se trouve en Grèce lors du coup d'État militaire du 21 avril 1967, à la suite duquel son frère, le roi Constantin II, est dépouillé de son titre et de ses biens et contraint de quitter le pays avec sa famille.
À l'exception d'un bref séjour pour les funérailles de sa mère en 1981, Sophie ne se rend pas en Grèce républicaine avant 1998, lorsqu'elle et son époux y effectuent une visite officielle à l'invitation du président Konstantínos Stephanópoulos.
Pour des raisons diplomatiques évidentes, la reine d'Espagne choisit de rester en retrait du procès qui oppose, devant la Cour européenne des droits de l'homme, son frère, sa sœur Irène et leur tante Catherine à l'État grec pour la restitution des domaines royaux.
Ces dernières années, cependant, avec la permission pour Constantin de retourner en Grèce, Sophie se rend régulièrement dans son pays natal, étant présente chaque année aux célébrations de la Pâque orthodoxe,,.
Le 10 janvier 2023, l'ex-roi Constantin II meurt à Athènes, entouré de toute sa famille. Sophie passe alors plusieurs jours en Grèce aux côtés de ses neveux et nièces, et participe à l'organisation des funérailles de son frère. Peu avant les obsèques, elle se rend ainsi à Tatoï, nécropole de la dynastie grecque, où sont enterrés ses parents et où Constantin doit être inhumé. Tous les membres de la famille royale d'Espagne, à l'exception de la princesse Leonor et de l'infante Sofía, assistent à la cérémonie.

### Reine émérite

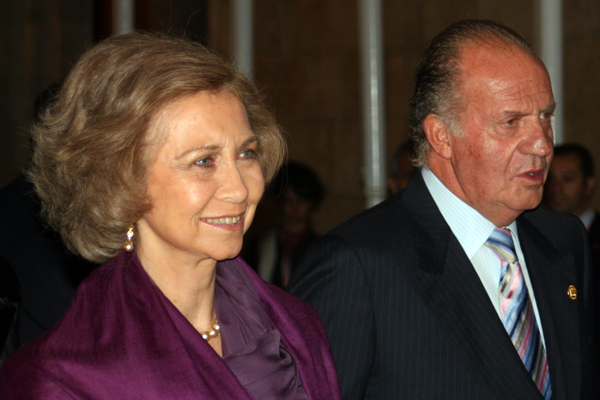
Sophie et Juan Carlos en 2005.

Affaibli par de nombreux scandales, le roi Juan Carlos Ier abdique le 18 juin 2014 en faveur de son fils Felipe,. Sophie devient alors reine émérite et conserve le traitement de majesté. Depuis l'abdication de son époux, Sophie se concentre sur ses activités de parrainage et partage son temps entre le palais de la Zarzuela et, durant les mois d'été, celui de Marivent à Palma de Majorque,.
En avril 2018, la vidéo d'une altercation entre Sophie et sa belle-fille, la reine Letizia, après la messe de Pâques à la cathédrale de Palma, suscite la polémique alors que des rumeurs d'inimitié entre elles circulent depuis 2008. Enjointes de serrer les rangs dans un contexte de défiance vis-à-vis de la monarchie espagnole, les deux souveraines affichent par la suite des relations plus apaisées.
En août 2020, alors qu'il est soupçonné de corruption et se trouve sous le coup d'une enquête du Tribunal suprême, Juan Carlos s'exile aux Émirats arabes unis,. Sophie continue, quant à elle, à résider en Espagne,.
Les années 2020 sont également marquées par de nouveaux problèmes familiaux et plusieurs disparitions dans l'entourage de la souveraine. Après la mort de son frère Constantin, la reine Sophie est particulièrement affectée par le divorce de sa fille Cristina et d'Iñaki Urdangarin en 2023, le décès de son cousin et confident Michel de Grèce en 2024, ainsi que par la santé déclinante de sa sœur Irène de Grèce,. La souveraine émérite, âgée de 85 ans, est elle-même brièvement hospitalisée en avril 2024.

## Titulature

### Titulature officielle
- 2 novembre 1938 – 14 mai 1962 : Son Altesse Royale la princesse Sophie de Grèce et de Danemark ;
- 14 mai 1962 – 21 juillet 1969 : Son Altesse Royale Sophie de Bourbon ;
- 21 juillet 1969 – 22 novembre 1975 : Son Altesse Royale la princesse d'Espagne ;
- 22 novembre 1975 – 18 juin 2014 : Sa Majesté la reine d'Espagne ;
- depuis le 18 juin 2014 : Sa Majesté la reine Sophie.

En tant que fille du diadoque Paul de Grèce (futur roi Paul Ier), héritier du roi Georges II, Sophie reçoit à la naissance le titre de princesse de Grèce et de Danemark avec le prédicat d'altesse royale jusqu'à son mariage en 1962 avec Juan Carlos de Borbón. Alors que Juan Carlos reçoit le titre de prince d'Espagne de la part du général Franco en 1969, Sophie adopte la version féminine du titre de son mari, en tant que consort. À la montée sur le trône espagnol de Juan Carlos en 1975, elle devient reine d'Espagne et utilise depuis cette date la qualification de majesté, conformément à la Constitution,.

### Titulature de courtoisie
- 14 mai 1962 – 21 juillet 1969 : Son Altesse Royale la princesse des Asturies.

À son mariage en 1962 avec Juan Carlos de Borbón, qui porte le titre de courtoisie de prince des Asturies, elle prend le titre de son nouvel époux (non reconnu par l'État espagnol), à savoir celui de princesse des Asturies.

## Distinctions

### Décorations espagnoles
- Grand-croix de l'ordre royal et distingué de Charles III (10 mai 1962)[53] ;
- Dame de l'ordre royal des dames nobles de la Reine Marie-Louise (14 mai 1962)[54] ;
- Collier de l'ordre royal et distingué de Charles III (31 octobre 1983)[55] ;
- Collier de l'ordre de la Toison d'or (29 octobre 2024)[56].

### Principales décorations étrangères

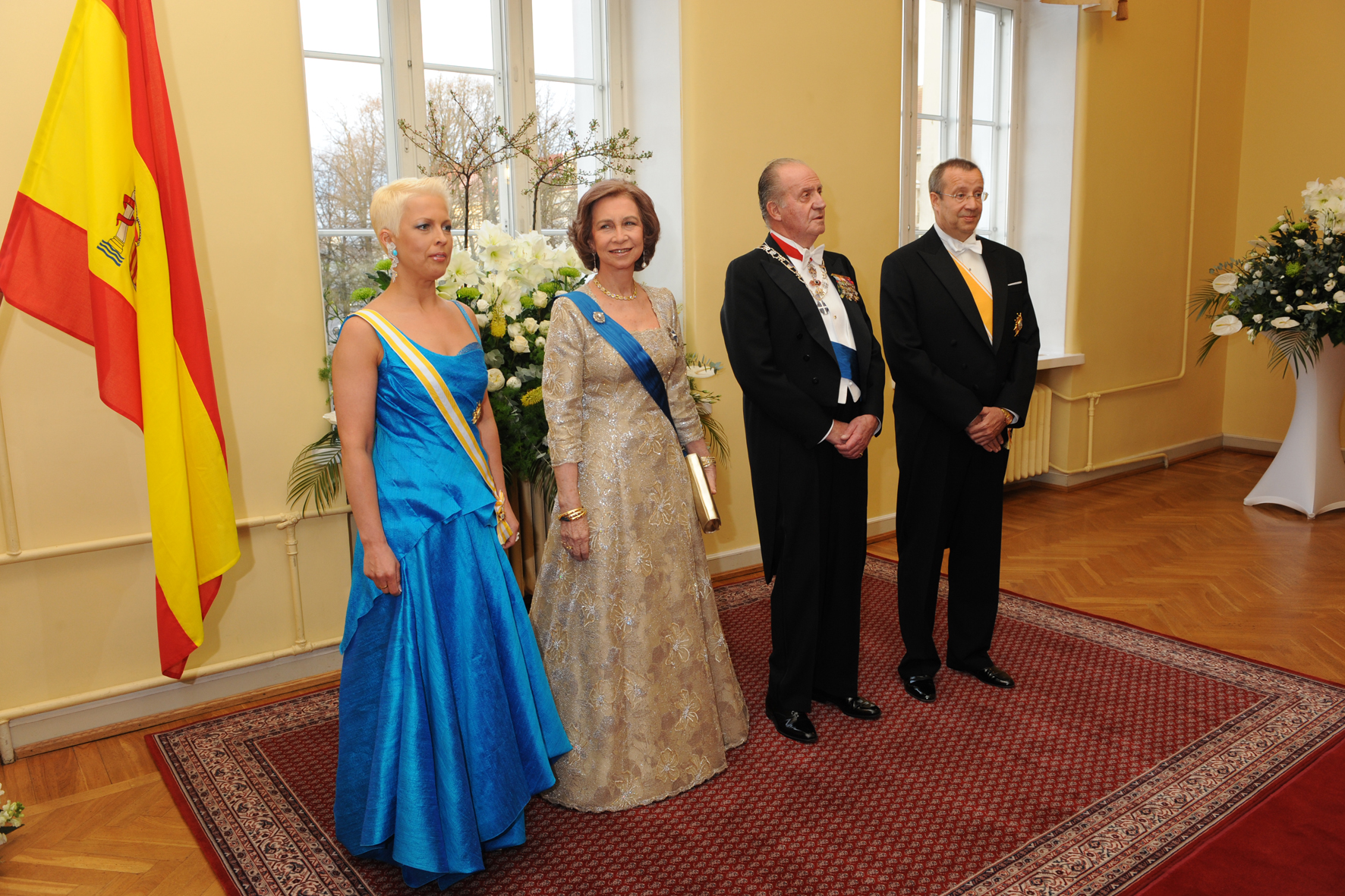
La reine Sophie portant l'écharpe de grand-croix de l'ordre de la Croix de Terra Mariana lors d'un dîner officiel en Estonie, en 2009.

- Grande étoile de l'ordre du Mérite de la république d'Autriche (Autriche, 1978)[57] ;
- Chevalier de l'ordre de l'Éléphant (Danemark, 1980)[58] ;
- Grand-croix de l'ordre du Faucon (Islande, 1985)[59] ;
- Chevalier grand-croix de l'ordre du Mérite de la République italienne (Italie, 1996)[60] ;
- Médaille de la République orientale de l'Uruguay (Uruguay, 1996)[61] ;
- Grand-croix de l'ordre de Bonne Espérance (Afrique du Sud, 1999)[62] ;
- Grand cordon avec brillants de l'ordre suprême de la Renaissance (Jordanie, 1999)[63] ;
- Grand-croix à l'étoile d'or de l'ordre du mérite de Duarte, Sánchez et Mella (République dominicaine, 2000)[64] ;
- Grand-croix avec collier de l'ordre des Trois Étoiles (Lettonie, 2004)[65] ;
- Grand-croix de l'ordre de la Croix de Terra Mariana (Estonie, 2007)[66] ;
- Grand-croix de l'ordre de la Double Croix Blanche (Slovaquie, 2007)[67] ;
- Membre honoraire de l'ordre de Jamaïque (Jamaïque, 2009)[68].

### Autres distinctions
La reine Sophie est membre honoraire du Club de Rome.
Plusieurs universités espagnoles et étrangères ont décerné à Sophie un titre de docteur honoris causa :
- Université du Rosaire (Colombie, 1976)[70] ;
- Université de Valladolid (Espagne, 1986)[71] ;
- Université de Cambridge (Royaume-Uni, 1988)[72] ;
- Université d'Oxford (Royaume-Uni, 1989)[73] ;
- Université de Georgetown (États-Unis, 1995)[74] ;
- Université d'Évora (Portugal, 1996)[75] ;
- Université de New York (États-Unis, 2000)[76],[77] ;
- Université de Seisen (Japon, 2011)[78] ;
- Université CEU San Pablo (Espagne, 2024)[79].

## Dans la culture populaire

### Toponyme

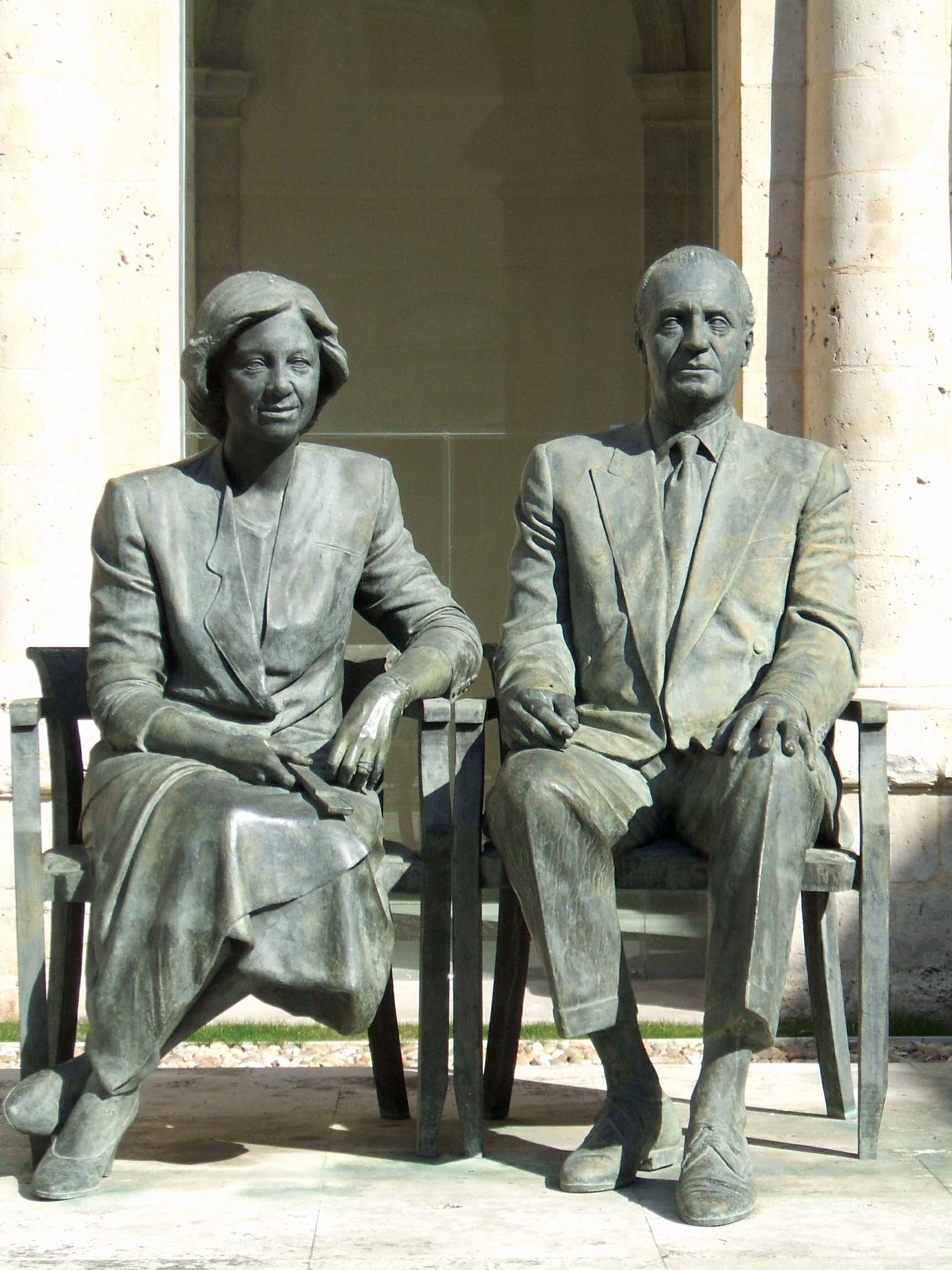
Statue de Sophie et Juan Carlos à Valladolid (2016).

Le nom de Sophie est donné à plusieurs lieux en Espagne, notamment :
- le Musée national centre d'art Reina Sofía (Madrid) ;
- l'École supérieure de musique Reine-Sophie (Madrid) ;
- le Palais des Arts Reina-Sofía (Valence) ;
- l'hôpital Reina-Sofía (es) (Cordoue) ;
- l'hôpital général universitaire Reina-Sofía (es) (Murcie) ;
- le pont Reine-Sofía (Séville).

### Cinéma et télévision
Sophie est le personnage principal du téléfilm Sofía (2011). Son rôle est joué par l'actrice espagnole Nadia de Santiago.
En outre, différentes actrices ont incarné la reine dans plusieurs films et séries :
- Mónica López dans 23-F: el día más difícil del rey (es) (2009)[81] ;
- Marisa Paredes dans Felipe y Letizia (es) (2010)[82] ;
- Olga Lozano dans Tarancón, el quinto mandamiento (es)[83] (2010) et dans 23-F: la película (2011)[84] ;
- Cristina Brondo dans El Rey (es) (2014)[85],[86] ;
- Salomé Jiménez dans Indomptables (2023)[87].

## Parentés avec les monarques d'Europe
En 2021, après la mort du duc d'Édimbourg, Sophie devient la dernière consort d'une maison régnante européenne encore en vie à être née dans une famille royale,. Tous les monarques actuels d'Europe sont apparentés à la reine Sophie, comme suit :
| Monarque                      | Liens de parenté avec Sophie                       | Ancêtres communs les plus proches                                       | Autres ancêtres communs                                                  |
| ----------------------------- | -------------------------------------------------- | ----------------------------------------------------------------------- | ------------------------------------------------------------------------ |
| Frederik X de Danemark        | Cousin au quatrième degré                          | Victoria du Royaume-Uni Albert de Saxe-Cobourg-Gotha                    | Christian IX de Danemark Louise de Hesse-Cassel                          |
| Harald V de Norvège           | Cousin au troisième degré                          | Victoria du Royaume-Uni Albert de Saxe-Cobourg-Gotha                    | Christian IX de Danemark Louise de Hesse-Cassel                          |
| Charles III du Royaume-Uni    | Cousin au second degré                             | Georges Ier de Grèce Olga Constantinovna de Russie                      | Christian IX de Danemark Louise de Hesse-Cassel                          |
| Felipe VI d'Espagne           | Fils et cousin au quatrième degré                  | Paul Ier de Grèce Frederika de Hanovre                                  | Victoria du Royaume-Uni Albert de Saxe-Cobourg-Gotha                     |
| Charles XVI Gustave de Suède  | Cousin au troisième degré                          | Victoria du Royaume-Uni Albert de Saxe-Cobourg-Gotha                    | Frédéric-Auguste de Schleswig-Holstein Adélaïde de Hohenlohe-Langenbourg |
| Philippe de Belgique          | Neveu au quatrième degré                           | Christian IX de Danemark Louise de Hesse-Cassel                         |                                                                          |
| Henri de Luxembourg           | Neveu au quatrième degré                           | Christian IX de Danemark Louise de Hesse-Cassel                         |                                                                          |
| Willem-Alexander des Pays-Bas | Cousin au cinquième degré Neveu au cinquième degré | Paul Ier de Russie Sophie-Dorothée de Wurtemberg                        | Frédéric-Guillaume III de Prusse Louise de Mecklembourg-Strelitz         |
| Hans-Adam II de Liechtenstein | Cousin au cinquième degré                          | Charles-Louis de Hohenlohe-Langenbourg Amélie-Henriette de Solms-Baruth |                                                                          |
| Albert II de Monaco           | Neveu au huitième degré                            | Louis VIII de Hesse-Darmstadt Charlotte de Hanau-Lichtenberg            |                                                                          |